# Arthur Ploog

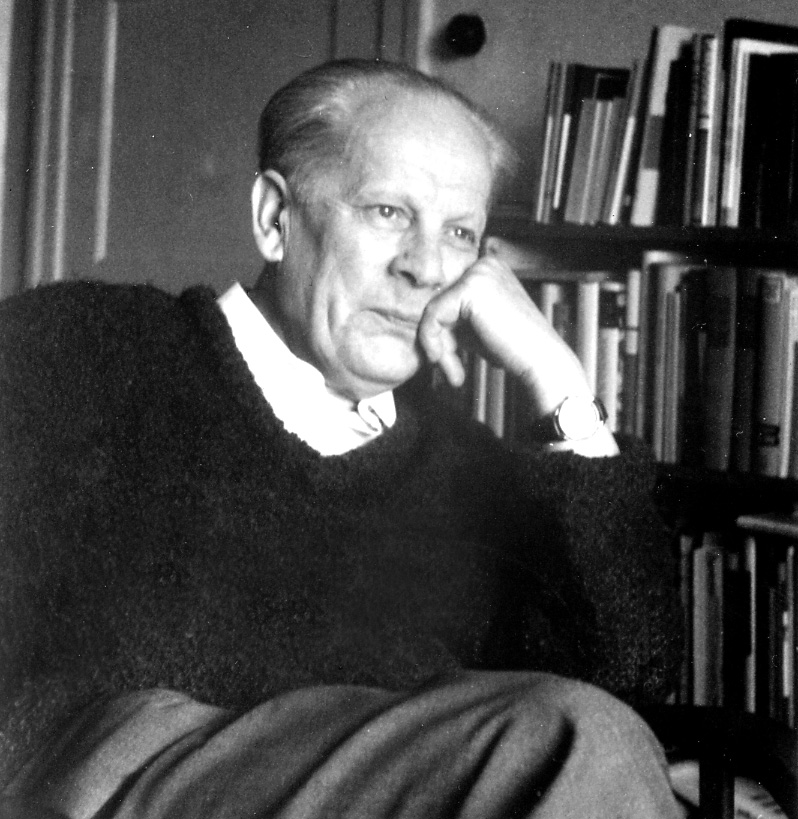
Arthur Ploog um 1968

Arthur Ploog (* 17. Juni 1904 in Lübeck; † 26. Juli 1993 in Berlin) war als Hauptdirektor des Volk und Wissen Verlages Verleger für Schulbücher in der DDR.

## Leben

### Jugend
Arthur Ploog wurde als Sohn des Schneiders Wilhelm Ploog und seiner Ehefrau Luise geb. Münzener geboren. Er wuchs zusammen mit zwei Geschwistern in einem sozialdemokratisch und gewerkschaftlich orientierten Elternhaus auf. 1906 ging die Familie nach Leipzig, weil der Vater dort gewerkschaftlicher Geschäftsführer im Verband der Schneider, Schneiderinnen und Wäschereiarbeiter (VSSW) wurde, ab 1912 war er Gauleiter des Verbandes für Sachsen, Thüringen und Anhalt. In Zusammenhang mit der Wahl des Vaters zum Mitglied des Hauptvorstandes des VSSW zog die Familie 1919 nach Berlin.

### Erste Berufsjahre
Ploog erlernte den Beruf eines Schriftsetzers, war drei Jahre „auf der Walz“ und arbeitete ab 1927 als Hersteller, Kaufmann, Einkäufer, Gestalter und Betriebswerber.
1931 heiratete er in Berlin Ilse Schuster, die aus einer jüdischen Familie aus Dillingen kam. Er konnte sie durch diese „privilegierte Ehe“ weitgehend vor der Verfolgung durch die Nürnberger Rassengesetze schützen. Nach dem Krieg wurde die Ehe geschieden.

### Widerstand und Krieg
In Zusammenhang mit Ermittlungen der Gestapo gegen die Organisation „Neu Beginnen“ wurden Arthur und Ilse Ploog am 10. März 1936 von der Gestapo auf ihren Arbeitsstellen wegen Vorbereitung zum Hochverrat verhaftet und in das Hausgefängnis der Gestapo in der Prinz-Albrecht-Straße (heute Niederkirchnerstraße), später das KZ Columbiahaus verbracht. Beide wurden, nach 10 Tagen, am 20. März wieder entlassen, da ihnen eine Straftat nicht nachzuweisen war.
1939 wurde Ploog zur Wehrmacht gezogen und als Funker eingesetzt. Im Januar 1945 wurde er auf Grund seiner jüdischen Ehefrau wegen sogenannter „Wehrunwürdigkeit“ entlassen und zum Kriegsende zum „Volkssturm“ eingezogen.

### Nach dem Krieg
Nach dem Krieg baute Ploog als Mitbegründer unter der Leitung von Karl Hagemann den Volk und Wissen Verlag mit auf, einen pädagogischen Verlag, der fast ausschließlich alle Schulbücher der SBZ und der DDR produzierte. Er war Herstellungsleiter, technischer Direktor und übernahm, nachdem der bisherige Hauptdirektor Karl Hagemann 1956 zum stellvertretenden Minister für Kultur berufen worden war, die Verantwortung für den Verlag als Hauptdirektor, die er bis zu seiner Berentung am 29. Juni 1973 wahrnahm. Er heiratete Hannelore Sieber geb. Willbrandt und bekam 1952 mit ihr einen Sohn.
Er wurde 1956 zum Mitglied des künstlerisch-wissenschaftlichen Rats beim Ministerium für Kultur, später auch des Kollegiums des Ministeriums für Volksbildung berufen.

## Ehrungen
- 1951 Nationalpreis II. Klasse für Wissenschaft und Technik (im Kollektiv)
- 1960 Dr.-Theodor-Neubauer-Medaille in Gold
- 1964 Vaterländischer Verdienstorden in Bronze
- 1969 Wilhelm-Bracke-Medaille
- 1969 Vaterländischer Verdienstorden in Silber
- 1974 Vaterländischer Verdienstorden in Gold
- 1979 Ehrenspange zum Vaterländischen Verdienstorden in Gold
- 1984 Stern der Völkerfreundschaft in Silber
- 1989 Stern der Völkerfreundschaft in Gold